# Ѝ
Ѝ ѝ (i con acento grave) es un grafema en varios alfabetos cirílicos, que representa la combinación de la letra И y el acento grave . No es un letra independiente en ninguno de los alfabetos, pero tiene una codificación como letra independiente en Unicode . 

## Uso

### Uso en búlgaro y macedonio
Actualmente el grafema se utiliza en búlgaro y macedonio para diferenciar los homónimos en una oración (normalmente se coloca encima del homónimo independiente de otras palabras), normalmente la conjunción «и» (и) y el pronombre «ѝ».

### Otros usos
Además, la И con acento grave puede aparecer como resultado de la combinación de la letra И con el signo de acento grave en algunos casos de su uso tradicional: 
- en el diccionario, para indicar el acento;
- en serbio, cuando se indica uno de los cuatro tipos de acento;
- en libros antiguos.